# NGC 2431
NGC 2431 = NGC 2436 ist eine Balken-Spiralgalaxie vom Hubble-Typ SBa im Sternbild Luchs am Nordsternhimmel. Sie ist schätzungsweise 256 Millionen Lichtjahre von der Milchstraße entfernt und hat einen Durchmesser von etwa 70.000 Lichtjahren.

Im selben Himmelsareal befinden sich u. a. die Galaxien NGC 2426 und NGC 2429.
Die Typ-Ic-Supernova SN 2011bh wurde hier beobachtet.
Das Objekt wurde am 17. März 1790 von William Herschel entdeckt.